# Montsecret
Montsecret is een voormalige gemeente in het Franse departement Orne in de regio Normandië en telt 501 inwoners (1999). De plaats maakt deel uit van het arrondissement Argentan.
Tot 1 januari 2015 was Montsecret een zelfstandige gemeente. Op die datum werd het met Clairefougère samengevoegd tot de nieuwe fusiegemeente Montsecret-Clairefougère.

## Geografie
De oppervlakte van Montsecret bedraagt 10,5 km², de bevolkingsdichtheid is 47,7 inwoners per km².
De onderstaande kaart toont de ligging van Montsecret met de belangrijkste infrastructuur en aangrenzende gemeenten.

## Demografie
Onderstaande figuur toont het verloop van het inwonertal (bron: INSEE-tellingen).